# Schiffshebewerk Niederfinow Nord
Das Schiffshebewerk Niederfinow Nord in Brandenburg ist ein Abstiegsbauwerk am östlichen Ende der Scheitelhaltung des Oder-Havel-Kanals, einer Teilstrecke der Bundeswasserstraße Havel-Oder-Wasserstraße, für die das Wasserstraßen- und Schifffahrtsamt Oder-Havel zuständig ist. Es wurde als Ersatzbau für das benachbarte alte und kleinere Schiffshebewerk Niederfinow geplant. und überwindet wie dieses den Höhenunterschied von 36 Metern zwischen der Scheitelhaltung und der bis zur Oder reichenden Haltung der Bundeswasserstraße Havel-Oder-Wasserstraße.
Das neue Schiffshebewerk ist dem alten im Prinzip gleich. Unterschiedlich ist nur die Verwendung von Beton anstatt Stahl für die druckbeanspruchten Teile des tragenden Gehäuses. Die biegebeanspruchte Kanalbrücke zum Oberwasser ist wie bisher aus Stahl. Ihre Seitenwände sind glatt und großflächig, wodurch die Brücke in ihrer äußereren Erscheinung der des Gehäuses angepasst ist. 

## Ziel
Mit der Anbindung des Großraums Berlin durch eine ausgebaute Havel-Oder-Wasserstraße soll der Wirtschaftsstandort Brandenburg gestärkt werden, da ein beachtlicher Teil des Güterverkehrs zwischen den Ballungszentren Stettin (polnisch Szczecin) und Berlin über den Wasserweg abgewickelt wird. Gleichzeitig wird mit dem Neubau ein Engpass auf der einzigen transeuropäischen Ost-West-Wasserstraßenverbindung zwischen Stettin und Duisburg (über Berlin, Magdeburg, Hannover und Münster) beseitigt.
Mit Fertigstellung des Schiffshebewerkes soll die Verbindung Berlin–Stettin auch für den Containertransport auf dem Wasserweg konkurrenzfähig sein. Im Gegensatz zum bisherigen Schiffshebewerk soll der Neubau die Aufnahme von zweilagigen Containerschiffen, ungetrennten Schubverbänden und Großmotorschiffen ermöglichen. Die Transportkapazität wird durch den Neubau erhöht werden.

## Der Bau

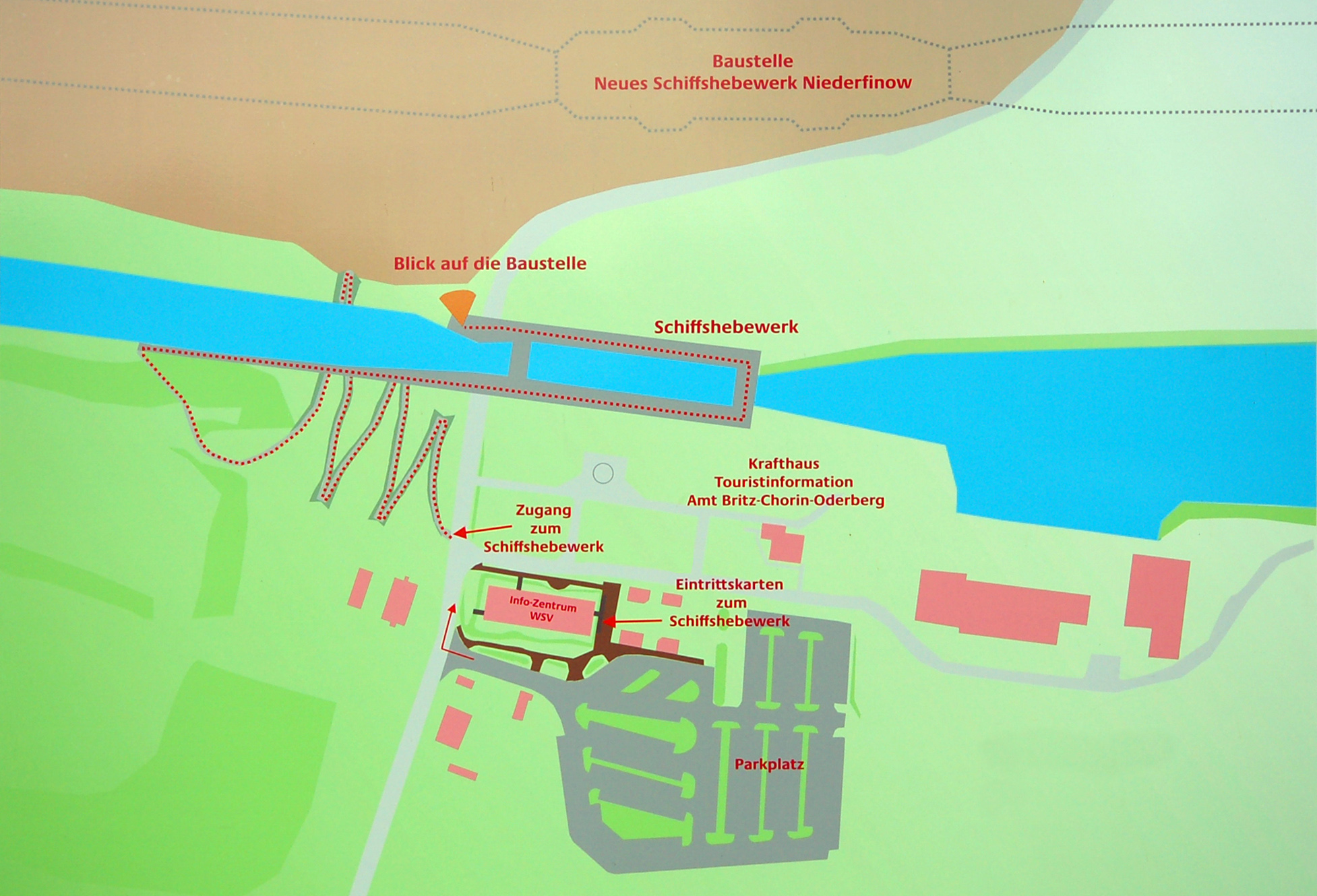
Lageplan der Baustelle nördlich des bisherigen Hebewerkes

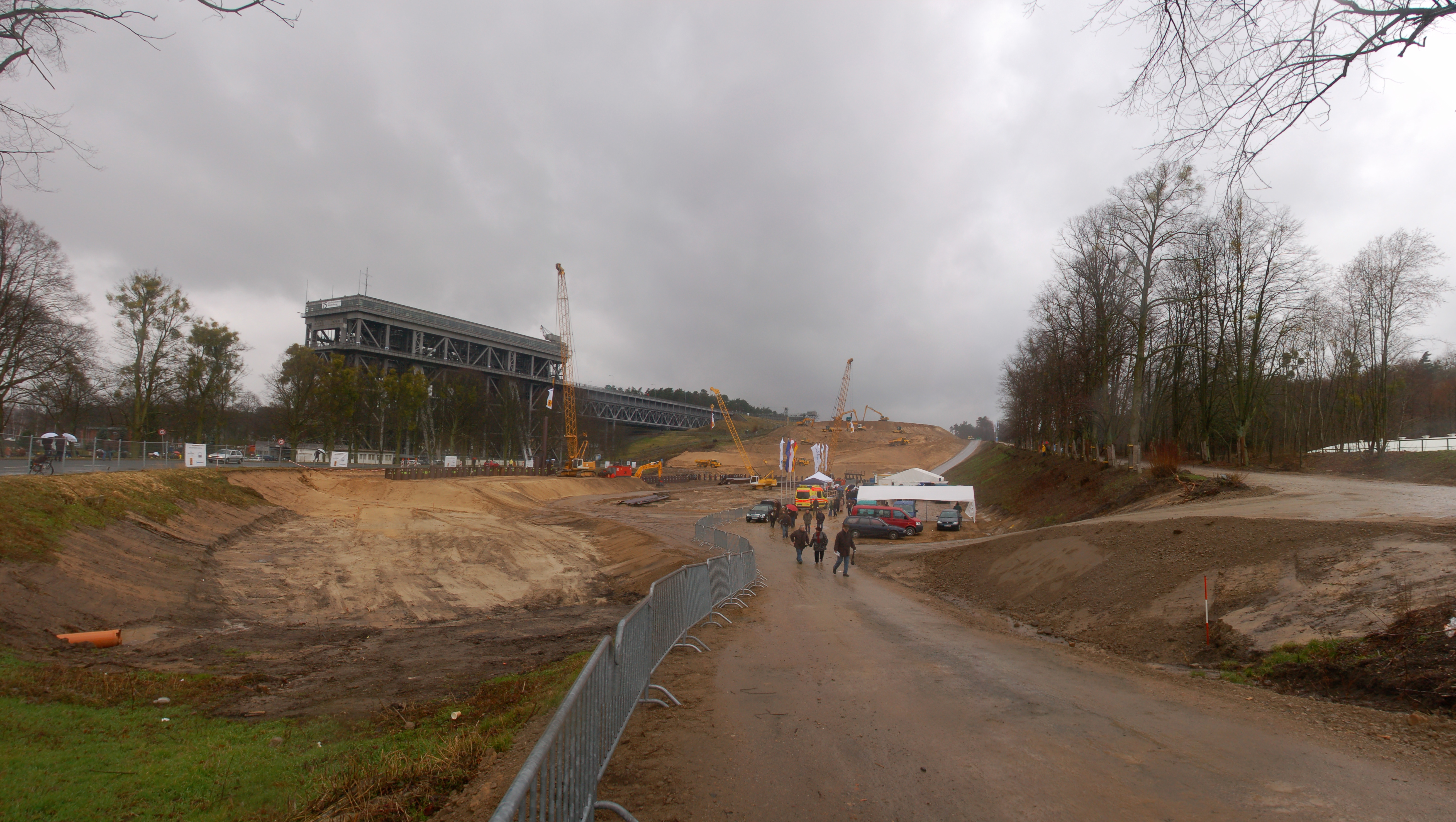
Baustelle des neuen Hebewerks am Tag der Grundsteinlegung;
hinten das alte Hebewerk

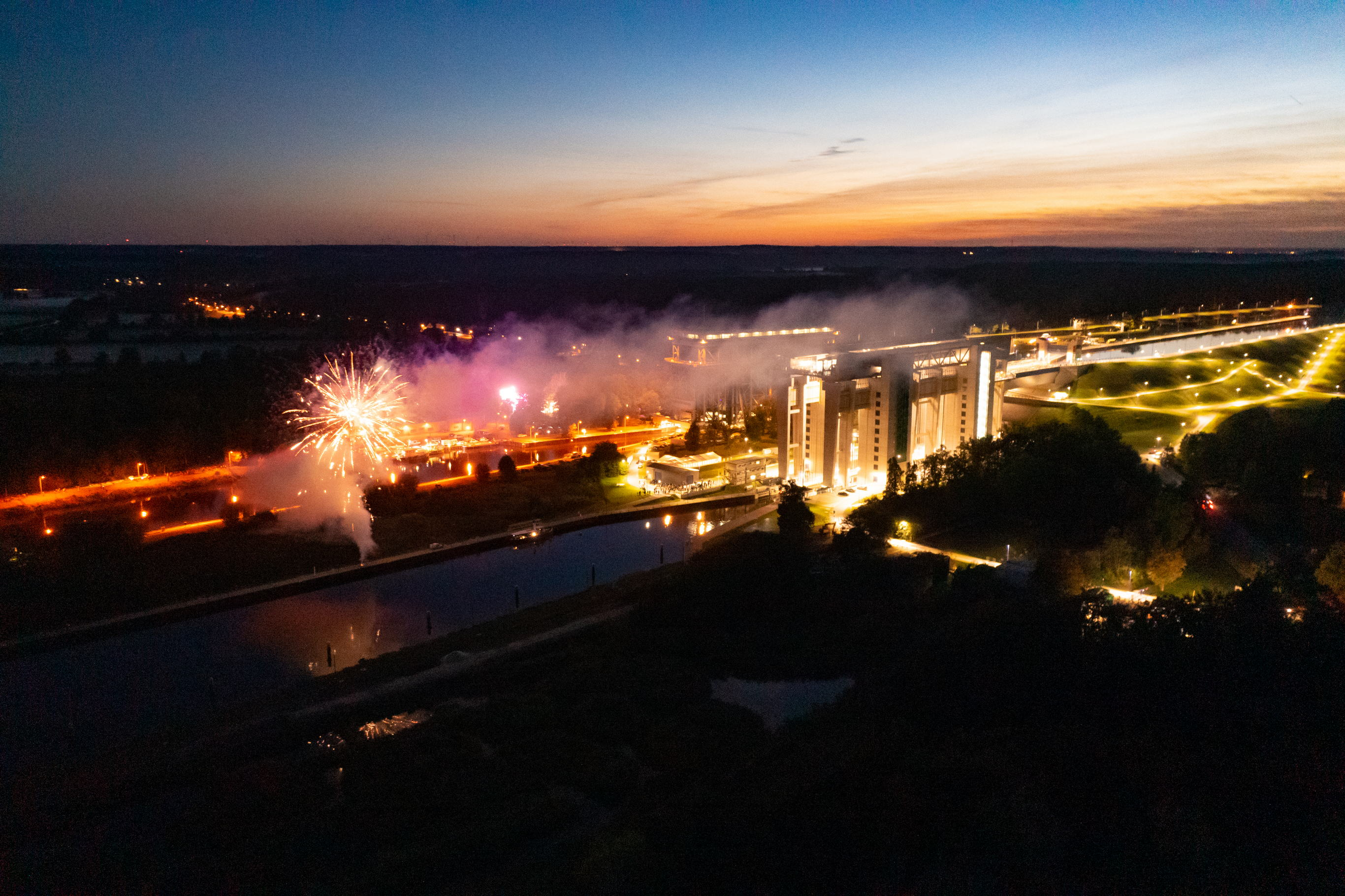
Einweihungsfeier des neuen Hebewerkes am 4. Okt. 2022

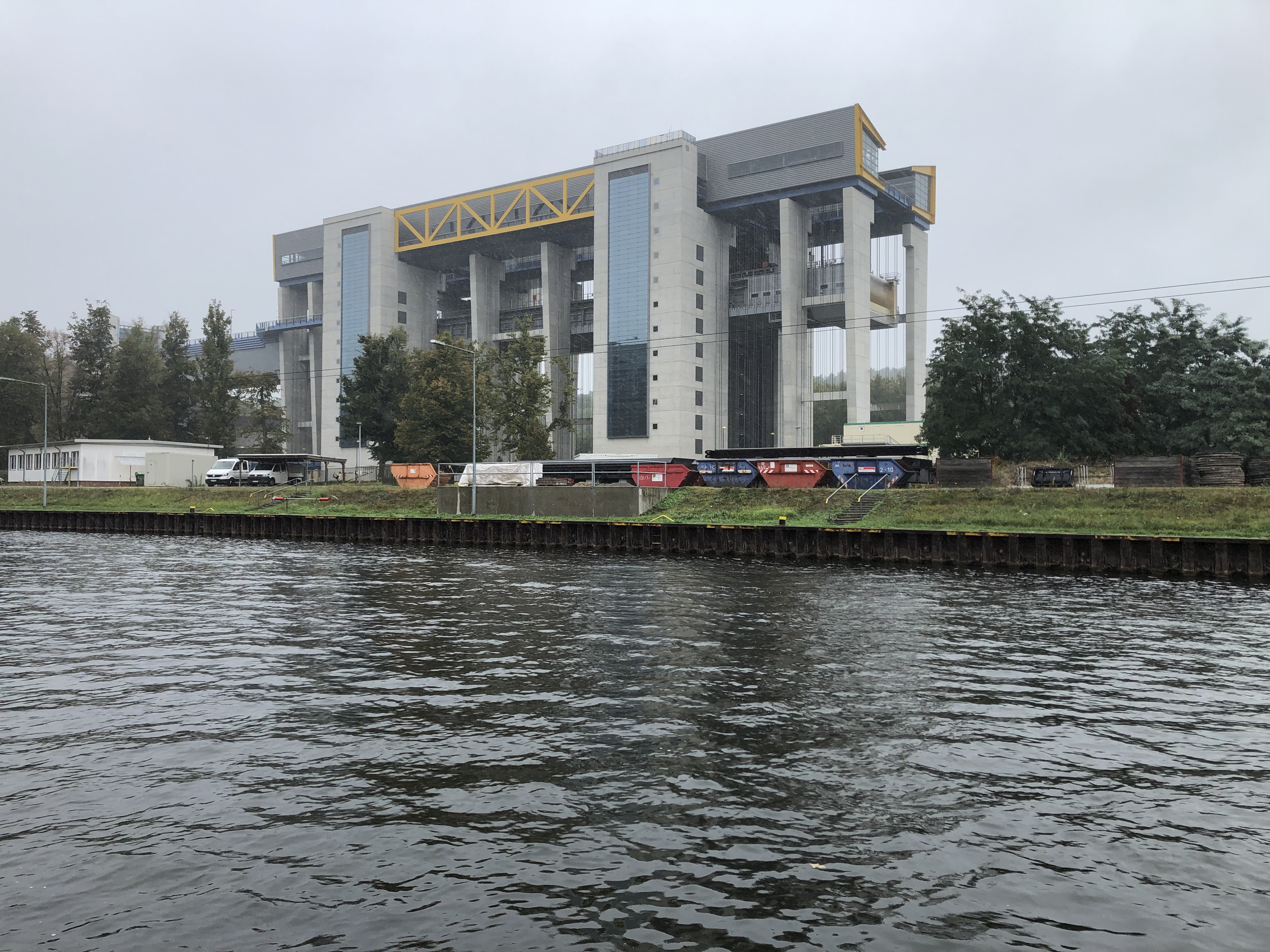
Neues Schiffshebewerk Niederfinow am 7. Okt. 2023;
Blick über das Unterwasser des alten Hebewerkes

Vorbereitende Bauarbeiten begannen im Winter 2006/2007 mit dem Roden des Waldes auf dem Baufeld. 2007 wurde eine Trafostation errichtet, die die Baustelle mit Strom versorgt. Im Jahr 2008 wurde die Baustelle eingerichtet, dazu wurden Teile der untersten Schleuse (Schleuse IV) der Schleusentreppe Niederfinow verfüllt.
Die offizielle Grundsteinlegung wurde am 23. März 2009 durch den damaligen Bundesverkehrsminister Wolfgang Tiefensee, Brandenburgs Ministerpräsident Matthias Platzeck sowie Vertreter des Wasserstraßen-Neubauamtes Berlin und die bauausführenden Betriebe durchgeführt.
Der Baugrubenverbau wurde mittels einer Kombination aus Stahlträgern und Spundbohlen im März und April 2009 hergestellt. Es wurden insgesamt 217 Träger und 214 Füllbohlen in den Baugrund eingebracht. Die Träger, die etwa 24 Meter lang sind, haben ein Gewicht von rund sechs Tonnen. Um die Standsicherheit des Baugrubenverbaues zu sichern, wurden im Mai 2009 Verpressanker mit Querriegel in die Spundwand eingebaut. Ab Mitte Juni erfolgte der Aushub der Baugrube als Trocken- und Nassaushub. Im Juli wurde ein Saugbagger in die mit Wasser gefüllte Baugrube eingesetzt, um weitere vier Meter Boden unter Wasser abzutragen. Bis Ende August 2009 wurden rund 85.000 m³ Boden ausgehoben. Ein Teil dieses Bodens wurde in dem am Oberhafen errichteten temporären Fangedamm eingebaut. Mit dem abgesaugten Boden wurde die Schleuse III der Schleusentreppe aus statischen Gründen verfüllt. Um ein Hochdrücken der Betonsohle durch Grundwasser zu verhindern, erfolgte von Anfang September bis Ende Oktober 2009 der Unterwassereinbau von 1033 Auftriebsankern. Ab September 2009 erfolgten umfangreiche Erdarbeiten am zukünftigen Landwiderlager der Kanalbrücke und im November erste Betonierungen am Widerlager.
Parallel zu den Arbeiten an der Baugrube wurden 2009 die neuen Kanaldämme am zukünftigen Oberhafen in Spundwandbauweise hergestellt. Auch das Profil des neuen Kanalbettes wurde erstellt. Im Juli 2009 wurde ein neuer Besucheraufgang für das alte Schiffshebewerk in Betrieb genommen.
Vom 15. März bis 19. März 2010 erfolgte der Einbau der 1,30 m dicken Unterwasserbetonsohle. Es wurden 8.318 m³ Spezialbeton auf eine Fläche von 6.100 m² verteilt. Am 17. Juni 2010 wurde mit dem Abpumpen von etwa 75.000 m³ Wasser aus der Baugrube begonnen. Ab dem 28. Juni 2010 wurden 28 Bohrpfähle mit einem Durchmesser von 1,20 m und einer Länge von bis zu 38 m für das Landwiderlager der Kanalbrücke gesetzt. Zwischen dem 9. Juli und 16. August erfolgte der Einbau einer 35 cm starken Drainbetonschicht auf der Baugrubensohle. Ab dem 27. August 2010 wurden Filigranplatten als verlorene Schalung für die Trogwanne eingebaut. Seit dem 22. November 2010 erfolgt der Einbau der Bewehrung für den ersten Betonierabschnitt der wasserundurchlässigen Trogwanne. Parallel zu diesen Arbeiten wurde im April 2010 mit dem Auftrag des Deckbodens und der Begrünung der bereits fertiggestellten Böschungen begonnen.
Am 28. und 29. März 2011 wurde die Ortbetonsohle monolithisch gegossen. Die Stahlbetonsohle ist ca. 2,80 m dick, das erste Segment wurde innerhalb von 18 Stunden hergestellt.
Die ursprünglich für 2015 geplante Fertigstellung verzögerte sich mehrfach. Als Gründe wurden Schwierigkeiten bei der Ausführung, die Insolvenz beteiligter Unternehmen sowie Fachkräftemangel genannt.
Im April 2020 fand die erste Trogfahrt statt.  Bis zum 3. Oktober 2022 befand sich das Hebewerk im Probebetrieb; am 4. Oktober 2022 war die offizielle Einweihung und am 5. Oktober 2022 erfolgte die Verkehrsfreigabe.

### Bilder des Baufortschritts

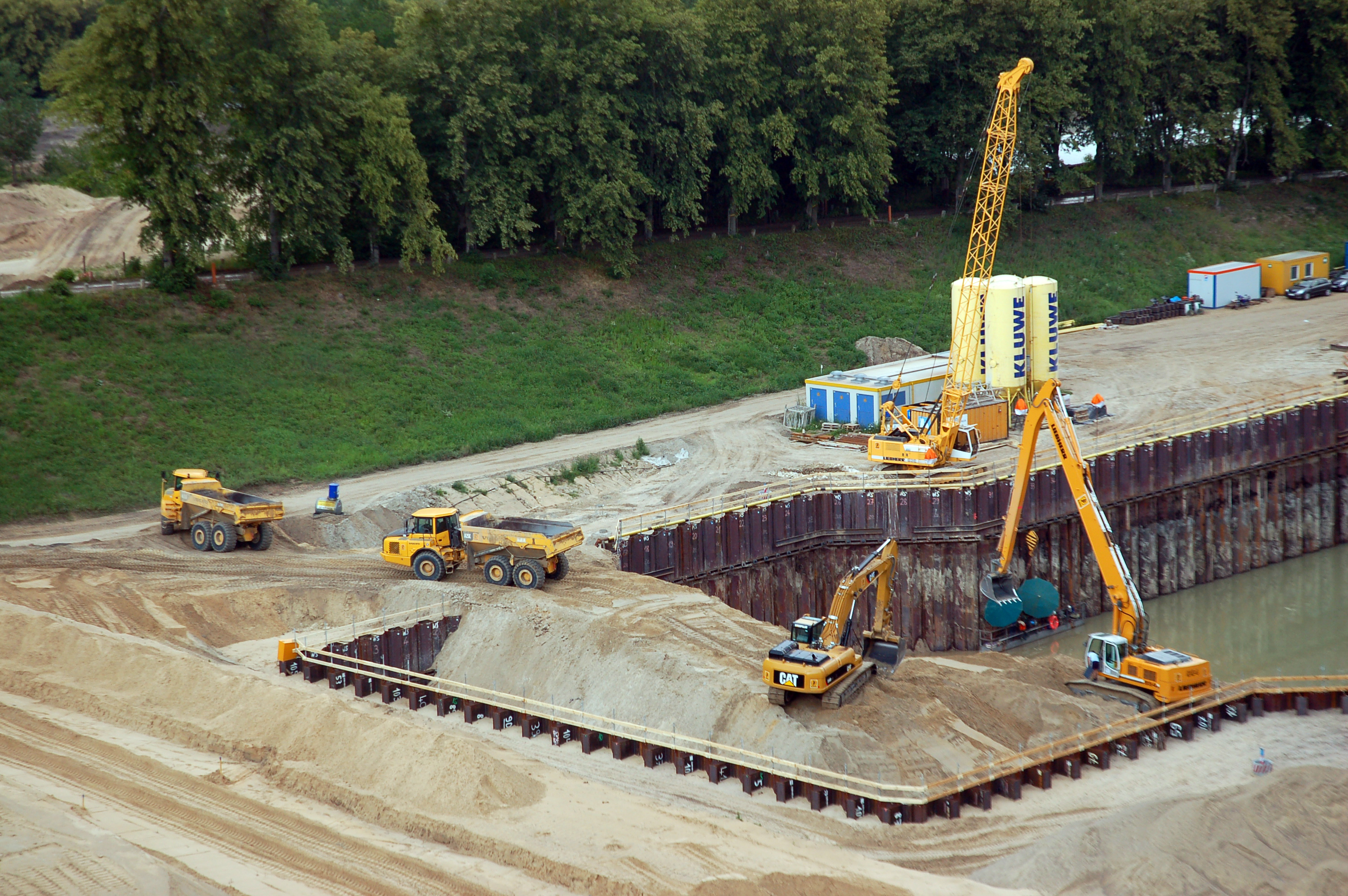
Ausheben der Baugrube am 30. Juni 2009
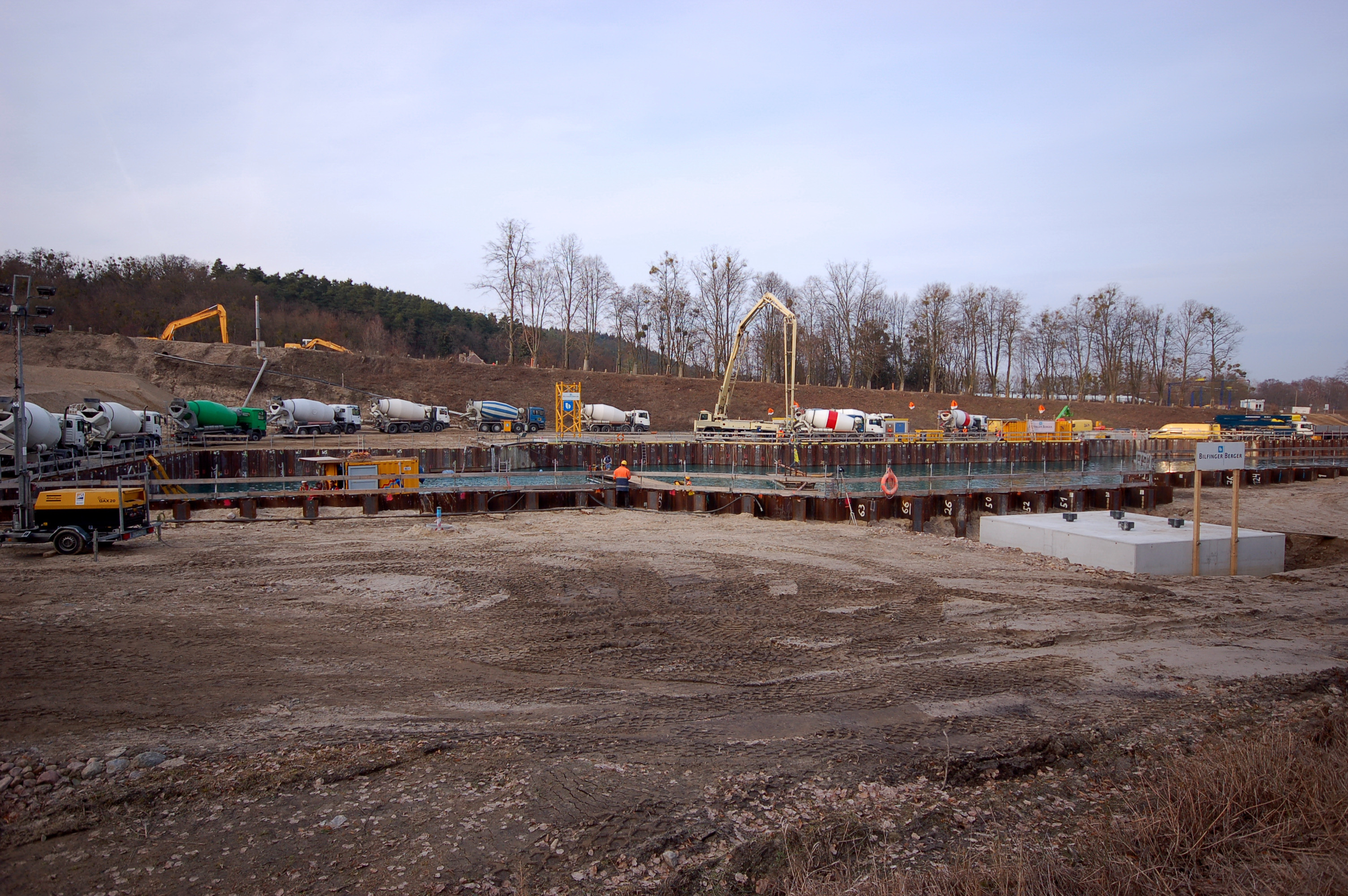
Betonierung der Unterwasserbetonsohle am 18. März 2010
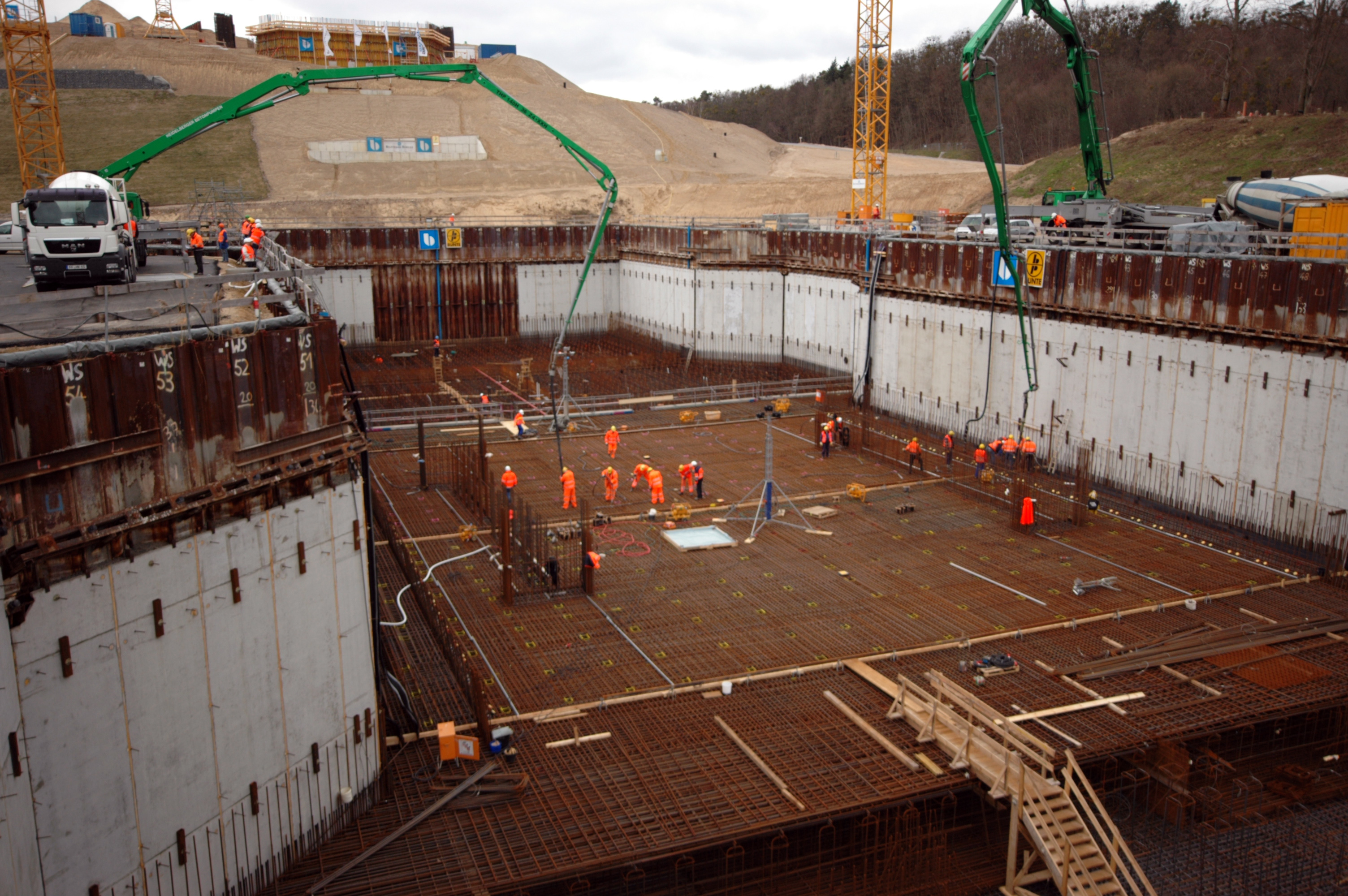
Betonierung Stahlbetonsohle am 28. März 2011
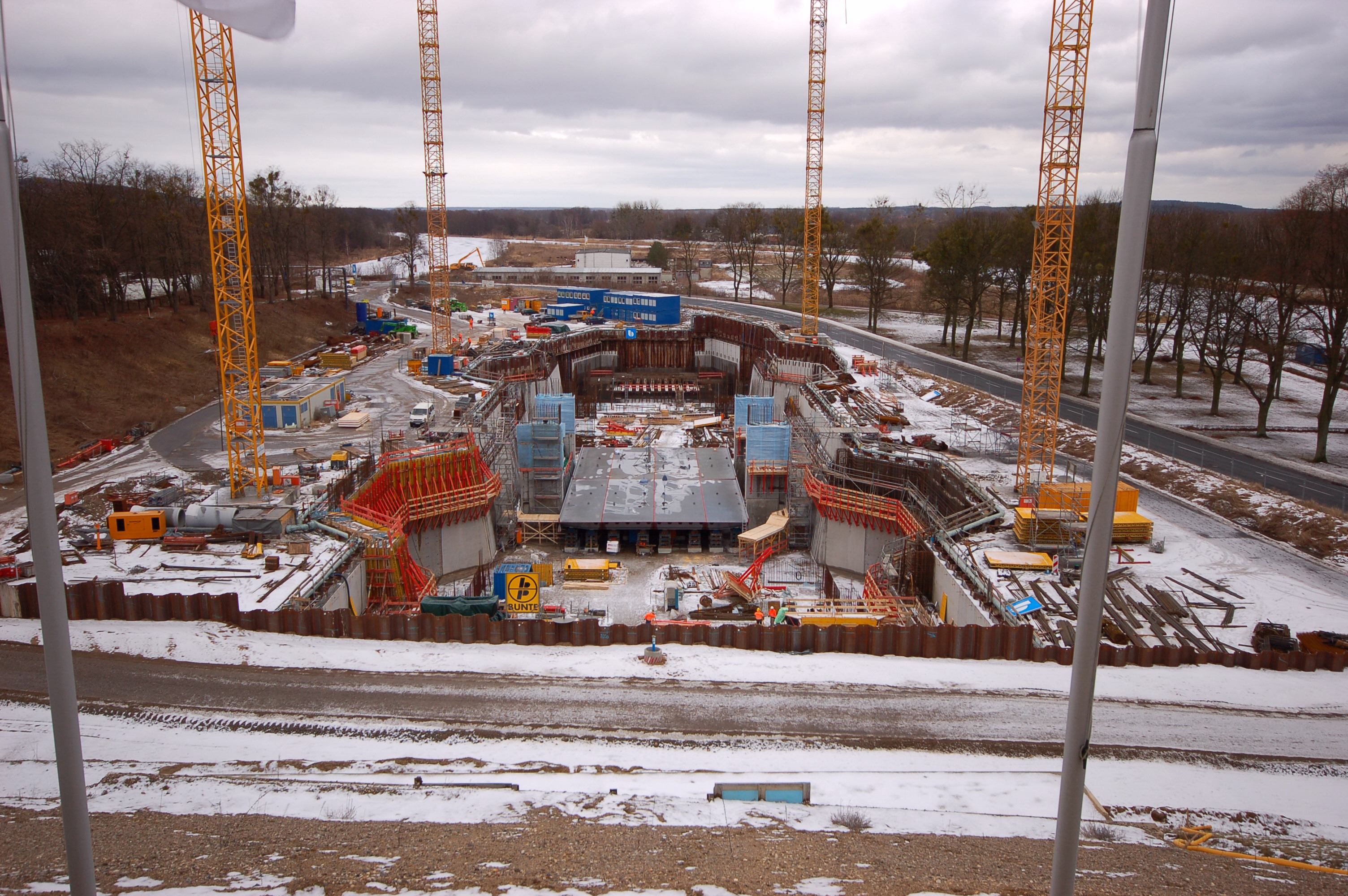
Bauzustand am 15. Februar 2012
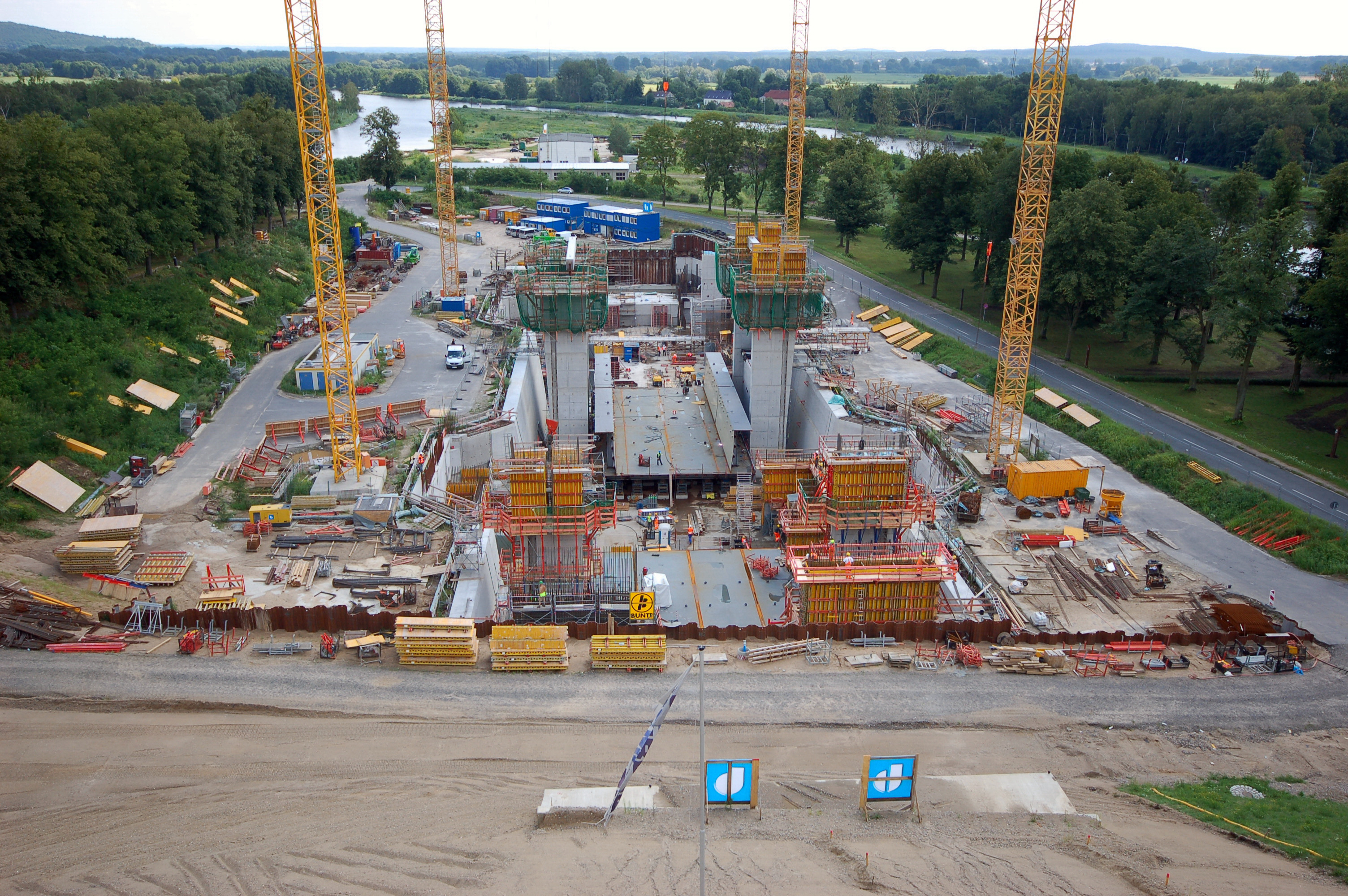
Bauzustand am 30. Juli 2012
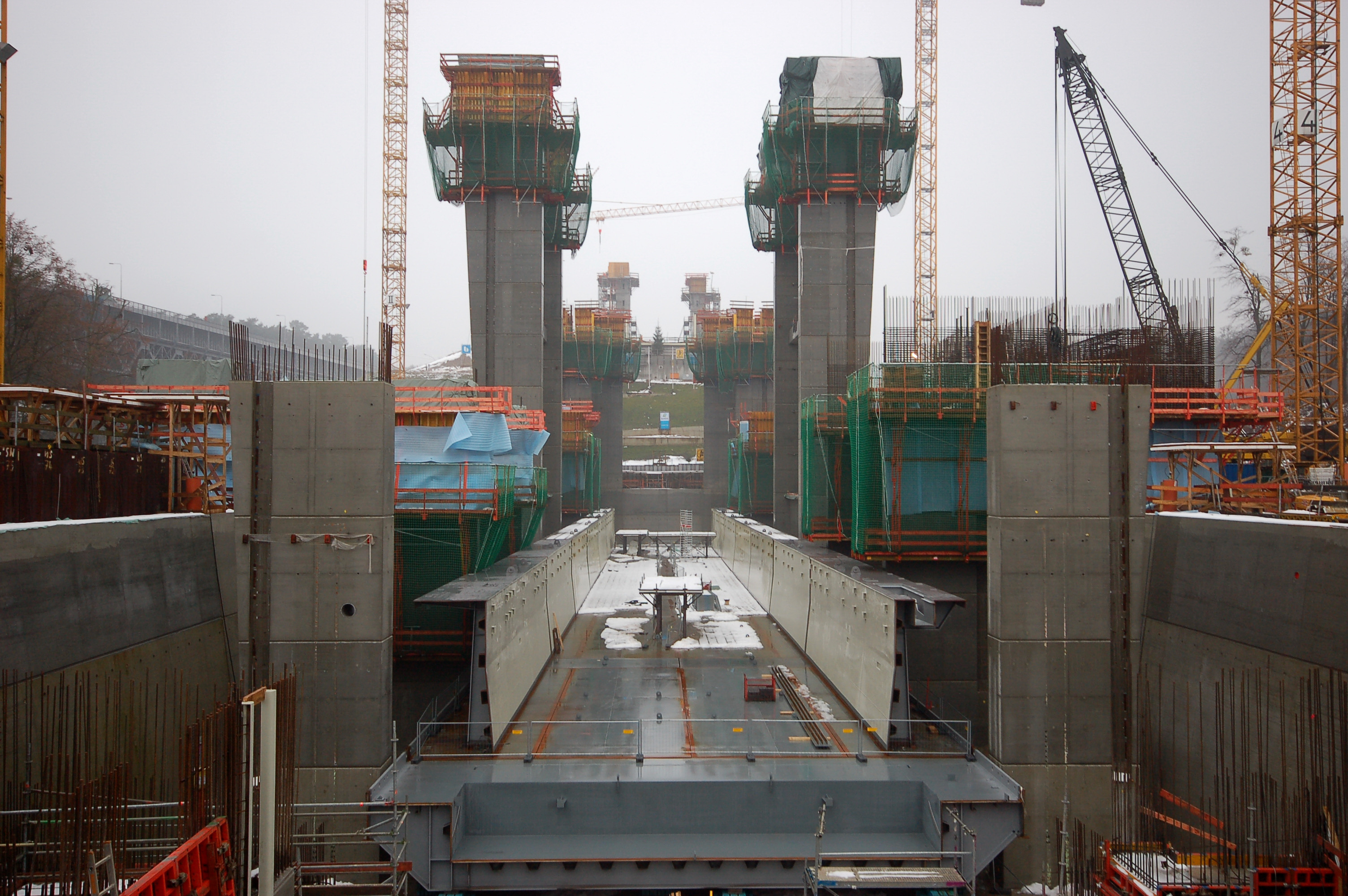
Bauzustand am 19. Dezember 2012
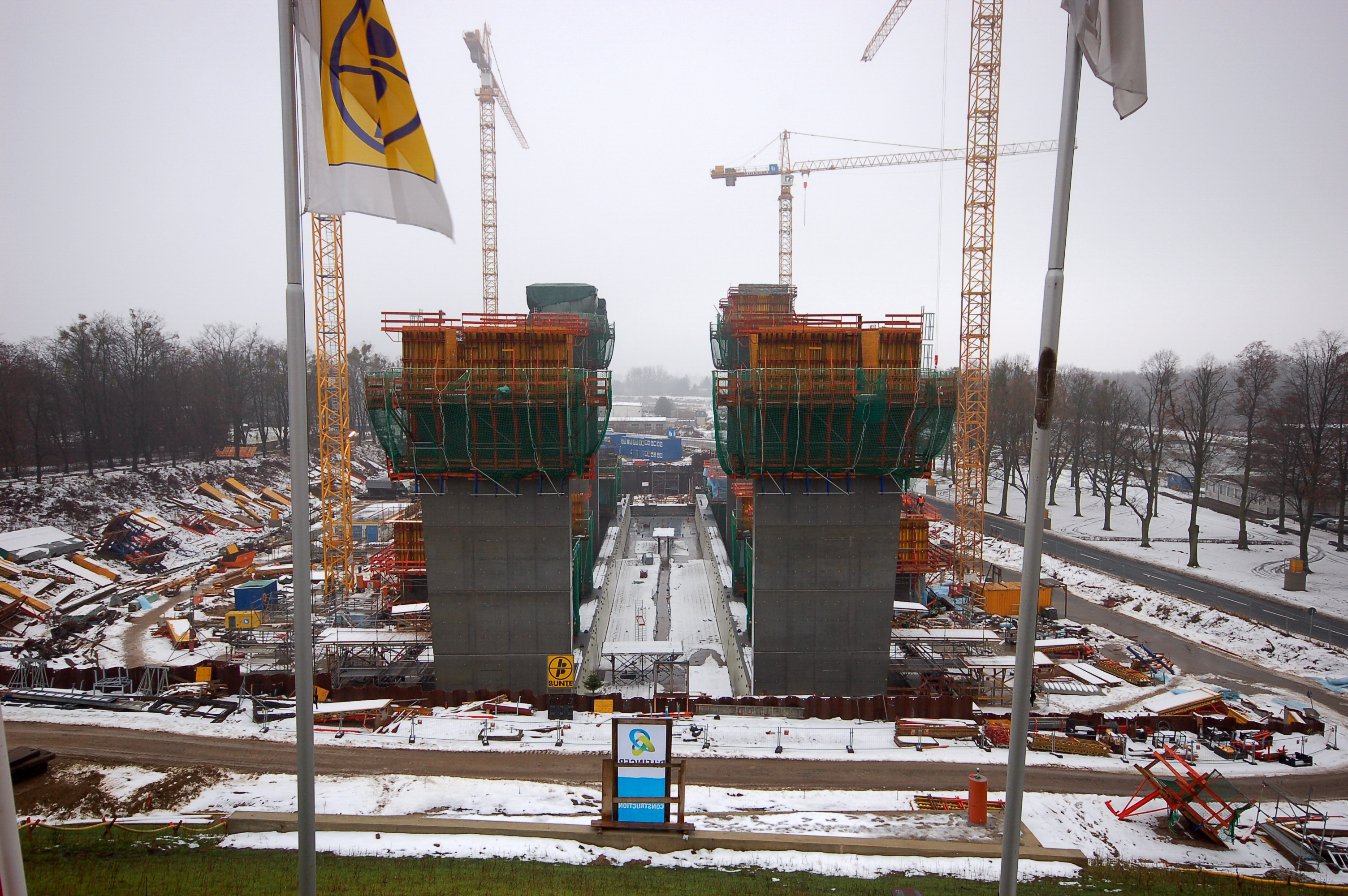
Bauzustand am 19. Dezember 2012
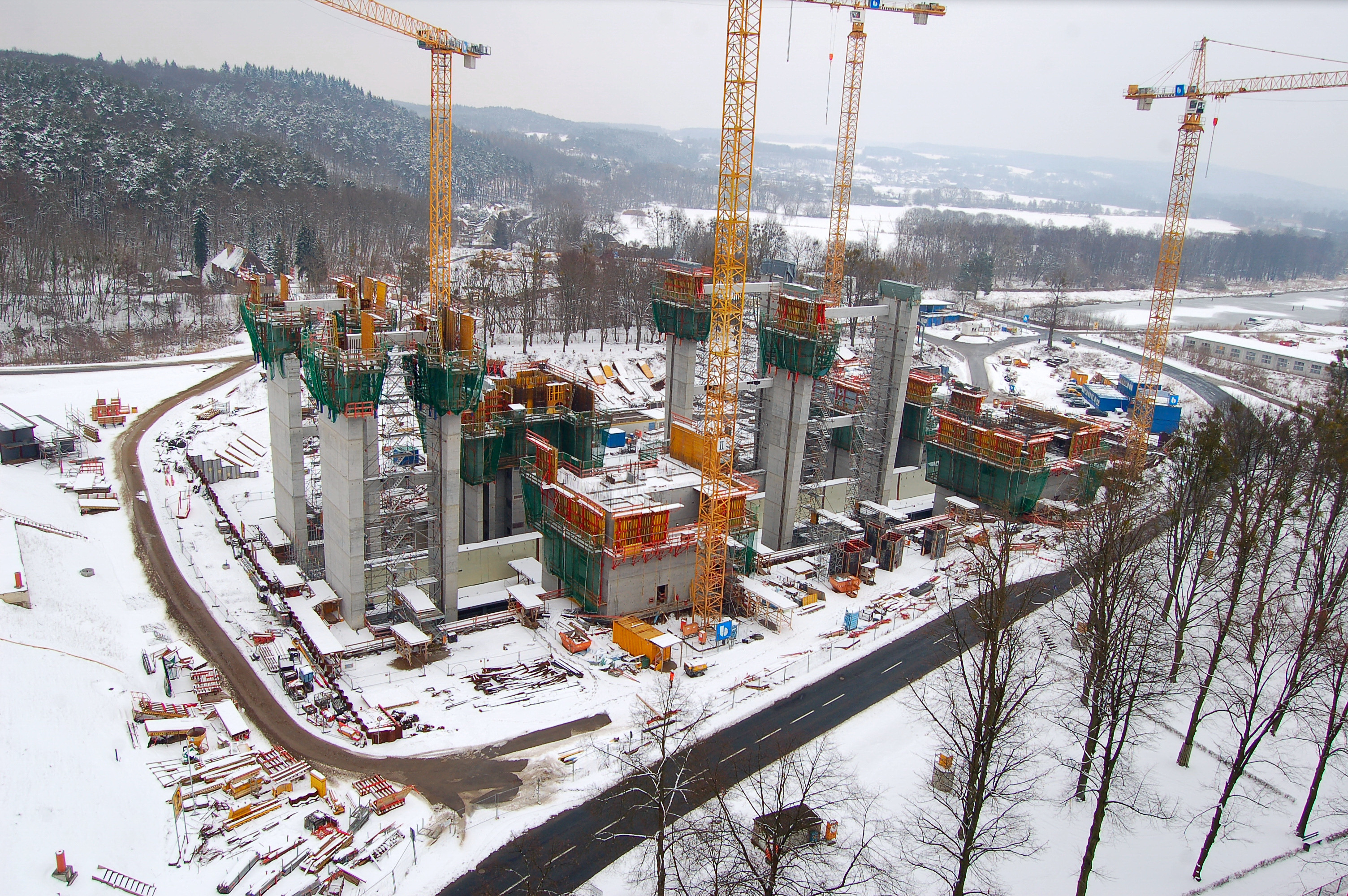
Bauzustand am 21. März 2013
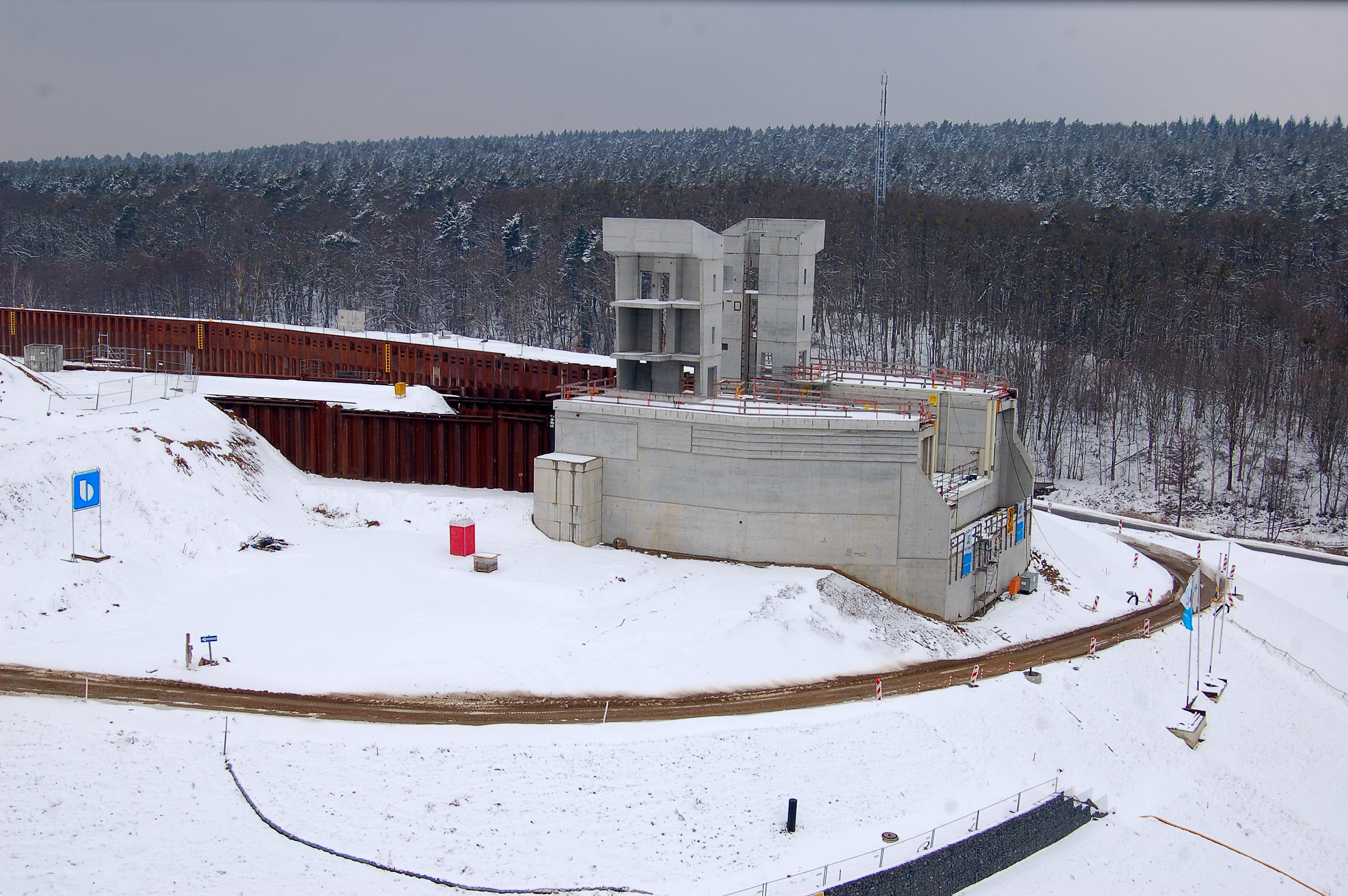
Landwiderlager am 21. März 2013
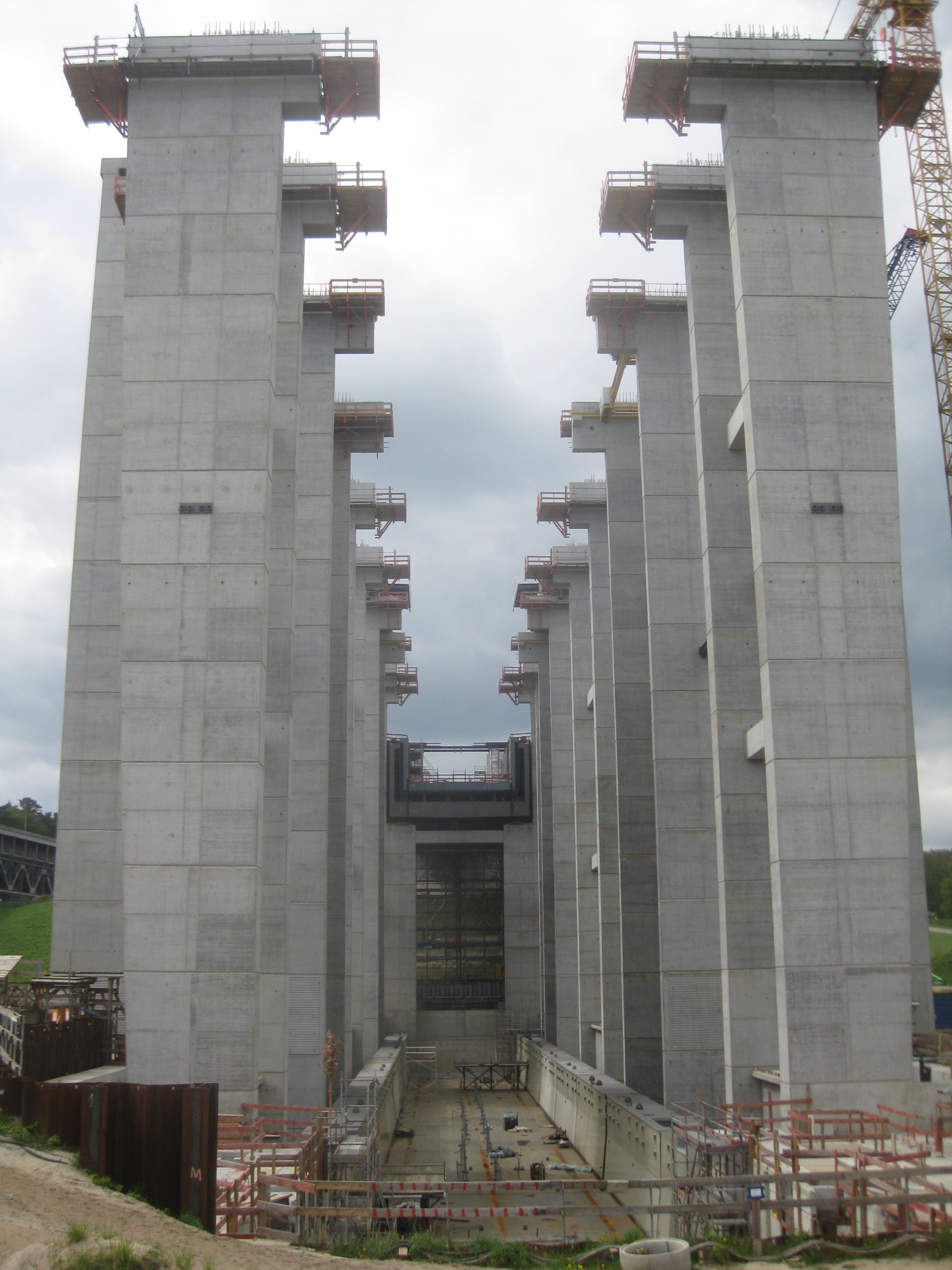
Baustelle 27. April 2014
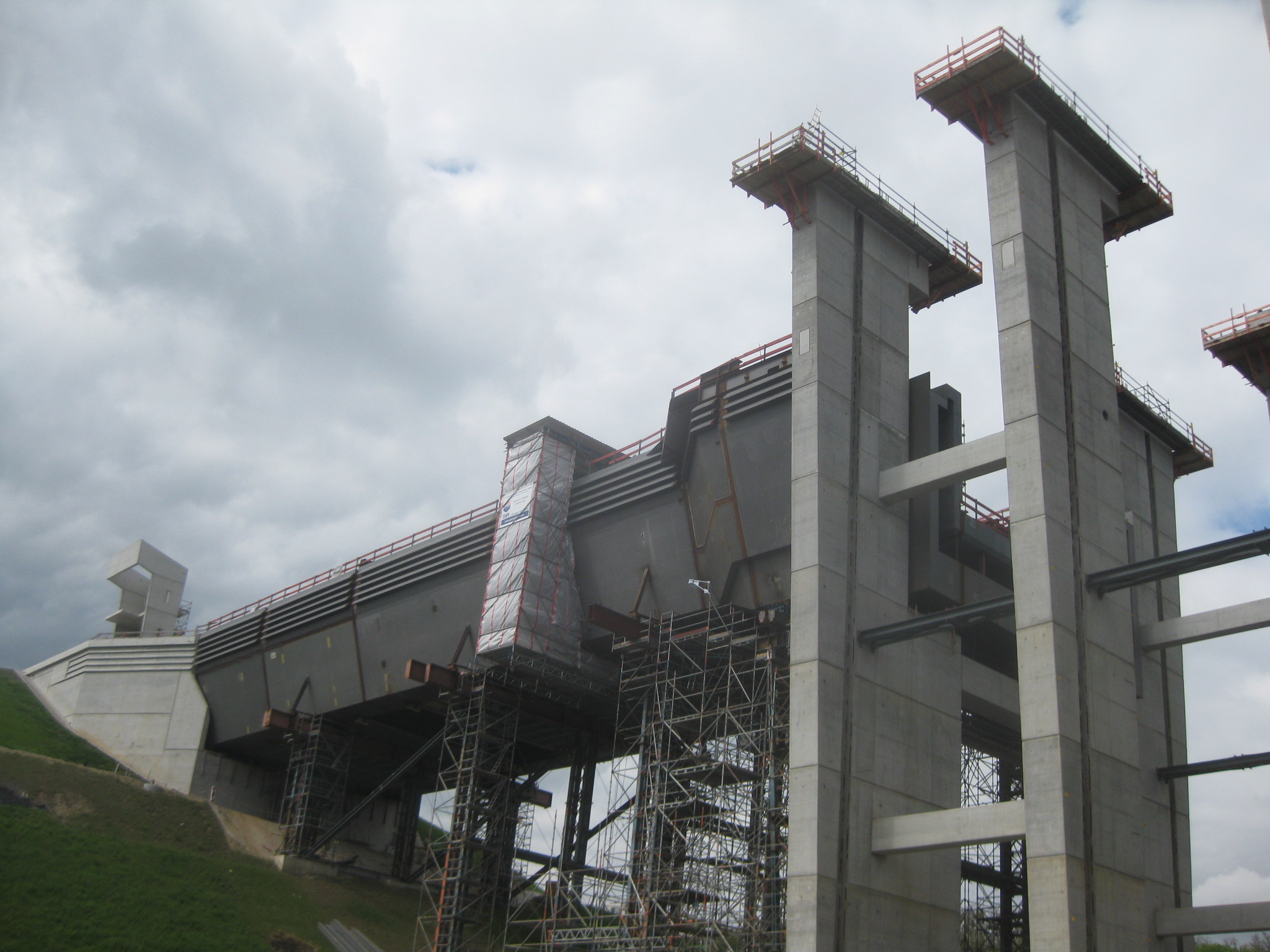
Baustelle 27. April 2014

### Bauleistungen (ohne unteren Vorhafen)
Angaben nach Wasserstraßen-Neubauamt Berlin:
- Beton und Stahlbeton: ca. 65.000 m³

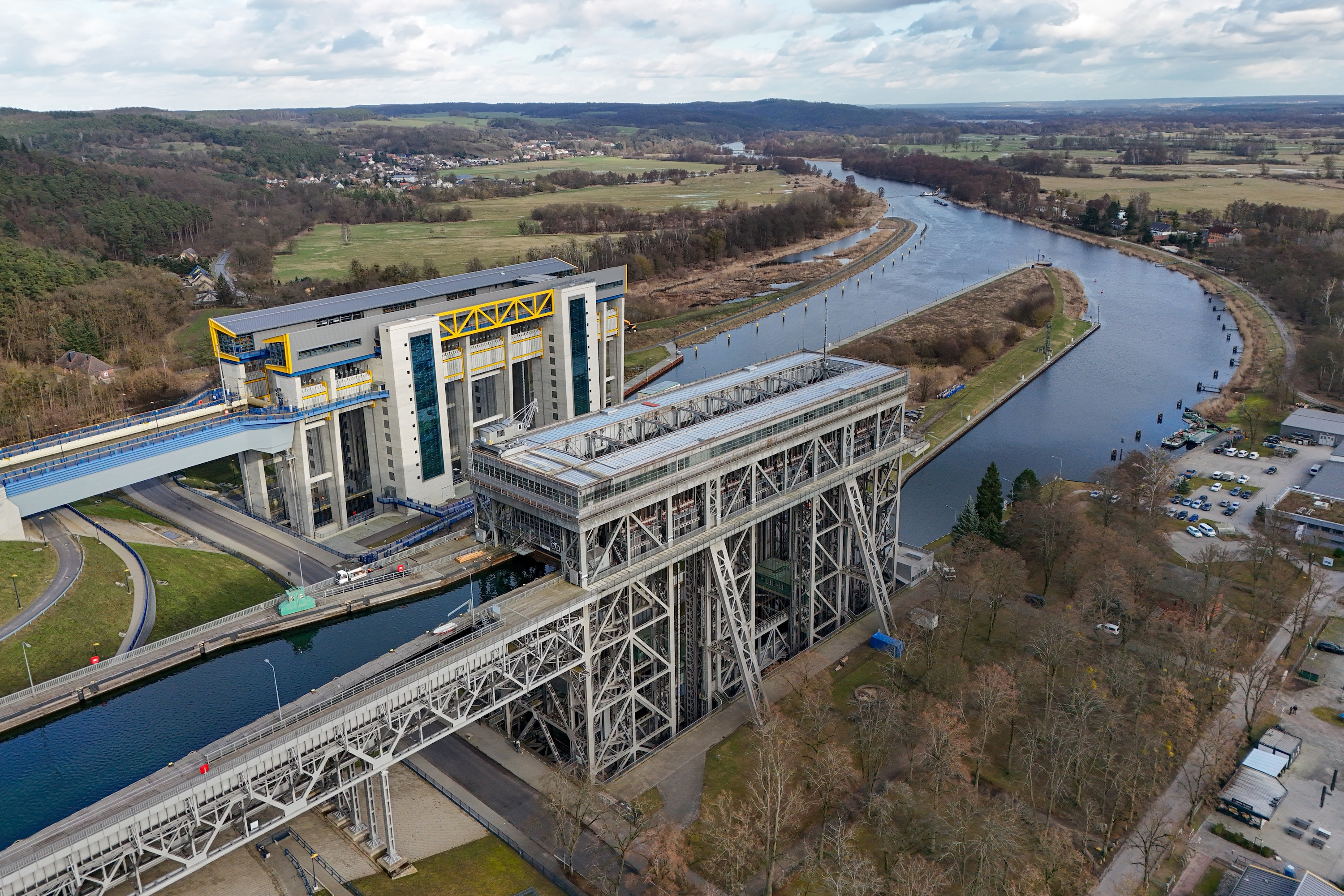
Altes und neues Schiffshebewerk Niederfinow, 2024

- Bewehrungsstahl: ca. 8.900 t
- Erdbewegungen: ca. 400.000 m³
- Spundwandstahl: ca. 40.000 m²

### Auftragnehmer
| Unternehmen                                | Zuständigkeit                                  |
| ------------------------------------------ | ---------------------------------------------- |
| Bilfinger Construction GmbH                | Stahlbetonbau (Trogwanne und Tragkonstruktion) |
| DSD Brückenbau GmbH                        | Stahlwasserbau (Trog und Kanalbrücke)          |
| Johann Bunte Bauunternehmung GmbH & Co. KG | Erdbau und Spezialtiefbau                      |
| SIEMAG TECBERG GmbH                        | Maschinenbau (Trogantrieb und -sicherung)      |

## Technik

### Überblick
Das Schiffshebewerk Niederfinow Nord wurde in Stahlbetonbauweise errichtet. Es wurde, wie das vorhandene Hebewerk, als Senkrechthebewerk mit Gegengewichtsausgleich errichtet. Der Trog ist 125,50 Meter lang, 27,90 Meter breit und vier Meter tief und wiegt mit Wasser gefüllt 9800 Tonnen. Die Masse bleibt mit einem eingefahrenen Schiff gleich, da dieses stets seine eigene Masse an Wasser verdrängt. Der Trog des Schiffshebewerkes wird von acht Elektromotoren mit einer Leistung von je 160 kW bewegt.

### Kosten
Die veranschlagten Kosten beliefen sich auf 285 Millionen Euro, die vorrangig vom Bund getragen wurden. Hiervon wurden 48,7 Millionen Euro durch den Europäischen Fonds für regionale Entwicklung kofinanziert.
Die Bausumme erhöhte sich bis zur Verkehrsfreigabe auf 391,6 Millionen. Gründe für die erhöhten Kosten seien unter anderem geänderte technische Regelwerke und Normen sowie Baupreis- und Materialkostensteigerungen gewesen.

### Abmessungen
Hauptabmessungen Schiffshebewerk:
- Länge: 133,00 m
- Breite: 46,40 m
- Höhe über Gelände: 54,55 m

Hauptabmessungen Kanalbrücke:
- Länge: 65,50 m
- Breite: 21,70 m
- Höhe: 7,90 m

Hauptabmessungen Trog:
| - Gesamtlänge: 125,50 m - Gesamtbreite: 27,90 m - Gesamthöhe ohne Antriebshaus: 7,50 m - Gesamtgewicht mit Wasser: ca. 9.800 t [1] | - Nutzlänge: 115,00 m - Nutzbreite: 12,50 m - Wassertiefe: 4,00 m |

[1] Egal ob mit oder ohne Schiff: Das Gesamtgewicht des Troges bleibt immer konstant. Ursache hierfür ist das „Archimedische Prinzip“, wonach ein Schiff immer nur die Masse an Wasser verdrängt, die es selber wiegt.

## Betrieb (seit 2022)

### Hebewerkleiter
| Zeitraum          | Leiter          |
| ----------------- | --------------- |
| seit Oktober 2022 | Jörg Schumacher |

### Störfälle
- Am Freitag, dem 14. Oktober 2022 kam es zu einer Störung des Betriebes durch den Defekt eines Bauteiles. Eine Bremse am sogenannten Andichtrahmen war kaputtgegangen. Ein Fahrgastschiff konnte nicht mehr aus dem Trog hinausfahren und die Passagiere mussten noch im Trog aussteigen. Das Hebewerk blieb über das nachfolgende Wochenende bis Montagmittag geschlossen, der Schiffsverkehr lief über das alte Hebewerk weiter.[17][18]
- Am 16. Dezember 2022 kam es bei zweistelligen Minusgraden zu einer Schiefstellung des Troges um 4 Zentimeter. Daraufhin ordnete die Schifffahrtspolizei am 28. Dezember die Sperrung der Anlage bis zum 15. Januar 2023 an. Die Sperrung des neuen Hebewerks wurde aufgrund eines nicht beschaffbaren Ersatzteils bis zum 22. Januar verlängert.[19] Ursprünglich war geplant das alte Schiffshebewerk zu Wartungszwecken vom 3. Januar bis 28. Februar außer Betrieb zu nehmen, dies wurde verschoben.[20][21]

## Sonstiges
Wie das alte diente auch das neue Schiffshebewerk Niederfinow Nord bereits als Kulisse in Filmen. In Polizeiruf 110: Wasserwege passiert Kommissar Karl Rogov (Frank Leo Schröder) mit einem Boot der Wasserschutzpolizei das Schiffshebewerk.